# Woman-Proof
Woman-Proof  è un film muto del 1923 diretto da Alfred E. Green. La sceneggiatura di Thomas J. Geraghty si basa su un lavoro teatrale di George Ade.

## Trama
Il fratello e le due sorelle di Tom Rockwood cercano di farlo sposare in modo da poter entrare in possesso dell'eredità lasciata dal padre. Tom, che fa l'ingegnere, ha salvato, prima di un'esplosione, Louise Halliday, la pupilla di Bleech, l'avvocato della famiglia Rockwood. Il giovane si innamora della ragazza alla quale chiede di sposarlo. Ma Bleech, che vuole mettere le mani sul patrimonio di Rockwood, cerca di impedire il matrimonio. I suoi piani, però, naufragano e i due innamorati riescono a sposarsi proprio l'ultimo giorno utile per poter salvare l'eredità di famiglia.

## Produzione
Il film fu prodotto dalla Famous Players-Lasky Corporation. Venne usato il titolo di lavorazione All Must Marry.

## Distribuzione
Distribuito  dalla Paramount Pictures, il film - presentato da Adolph Zukor - uscì nelle sale cinematografiche statunitensi il 28 ottobre 1923.